# Андре Савар
Жозеф Андре Дені Савар (фр. Joseph André Denis Savard, нар. 9 лютого 1953, Теміскамінг, Квебек) — канадський хокеїст, що грав на позиції центрального нападника.

## Ігрова кар'єра
Професійну хокейну кар'єру розпочав 1973 року.
1973 року був обраний на драфті НХЛ під 6-м загальним номером командою «Бостон Брюїнс».
Протягом професійної клубної ігрової кар'єри, що тривала 13 років, захищав кольори команд «Бостон Брюїнс», «Баффало Сейбрс» та «Квебек Нордікс».
Усього провів 790 матчів у НХЛ, включаючи 85 матчів плей-оф Кубка Стенлі.